# Фролова Інна Василівна
І́нна Васи́лівна Фроло́ва (нар. 3 червня 1965, Дніпропетровськ) — українська академічна веслувальниця, призерка Олімпійських ігор і чемпіонатів світу.

## Спортивна кар'єра
Інна Фролова тренувалася в спортивному товаристві «Спартак» у Дніпропетровську.
1987 року дебютувала на міжнародних змаганнях. На чемпіонаті світу зайняла четверте місце в двійках парних.
Першу свою срібну олімпійську медаль вона здобула на сеульській Олімпіаді в складі четвірки парної збірної СРСР (Ірина Калімбет, Світлана Мазій, Інна Фролова, Антоніна Думчева).
На чемпіонаті світу 1989 Фролова зайняла п'яте місце в двійках парних, а на чемпіонаті світу 1990 разом з Тетяною Устюжаніною стала срібним призером.
1992 року пройшла відбір в Об'єднану команду, створену зі спортсменів колишніх радянських республік для участі в Олімпійських іграх 1992 в Барселоні. На Олімпіаді 1992 разом з Сарією Закіровою зайняла шосте місце в двійках парних.
Після розпаду СРСР Фролова виступала за збірну України і згодом змагалася на багатьох престижних міжнародних регатах. 1995 року на чемпіонаті світу була десятою в четвірках парних.
На Олімпійських іграх 1996 в Атланті в складі четвірки збірної України разом із Світланою Мазій, Діною Міфтахутдиновою та Оленою Ронжиною стала вдруге срібною олімпійською медалісткою.
1997 року займала третє, друге і п'яте місця на етапах Кубку світу, а на чемпіонаті світу зайняла третє місце в четвірках парних.